# Spoorlijn Voves - Toury
De spoorlijn Voves - Toury was een Franse spoorlijn van Voves naar Toury. De lijn was 29,2 km lang en heeft als lijnnummer 557 000.

## Geschiedenis
De lijn werd geopend door de Compagnie du chemin de fer d'Orléans à Rouen op 31 mei 1896. Personenvervoer werd opgeheven op 15 mei 1934. Goederenvervoer tussen Trancrainville en Janville werd opgeheven op 24 september 1967, tussen Fresnay-l'Évêque en Trancrainville op 22 mei 1977 en tussen Voves en Fresnay-l'Évêque op 1 april 1987. 
Tussen Voves en Janville is de lijn opgebroken, vanaf Janville tot Toury is de lijn nog in gebruik voor goederenvervoer.

## Aansluitingen
In de volgende plaatsen is of was er een aansluiting op de volgende spoorlijnen:
Voves
RFN 550 000, spoorlijn tussen Brétigny en La Membrolle-sur-Choisille
RFN 556 000, spoorlijn tussen Chartres en Orléans
Toury
RFN 570 000, spoorlijn tussen Paris-Austerlitz en Bordeaux-Saint-Jean

## Galerij

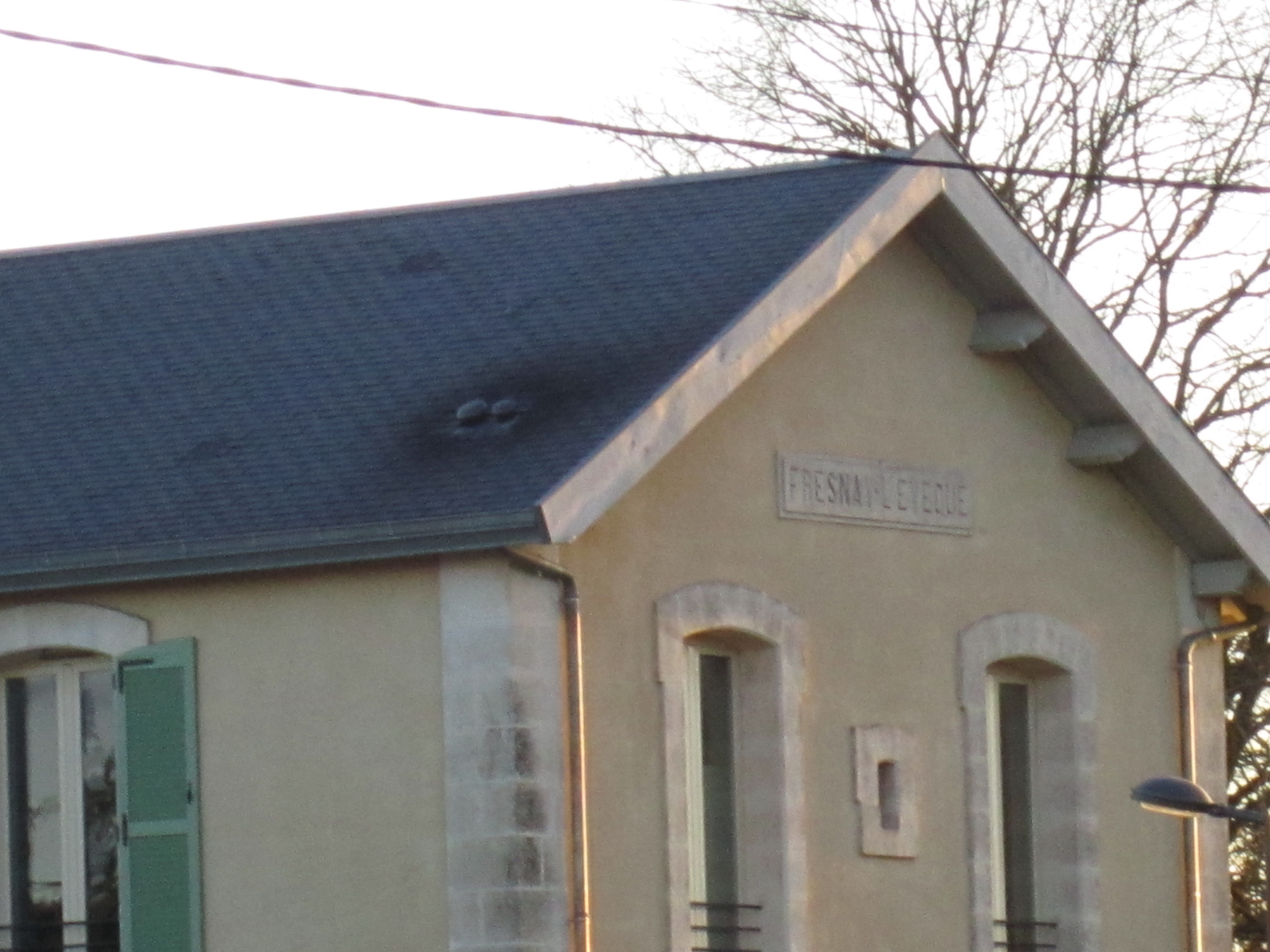
Voormalig station Fresnay-l'Évêque
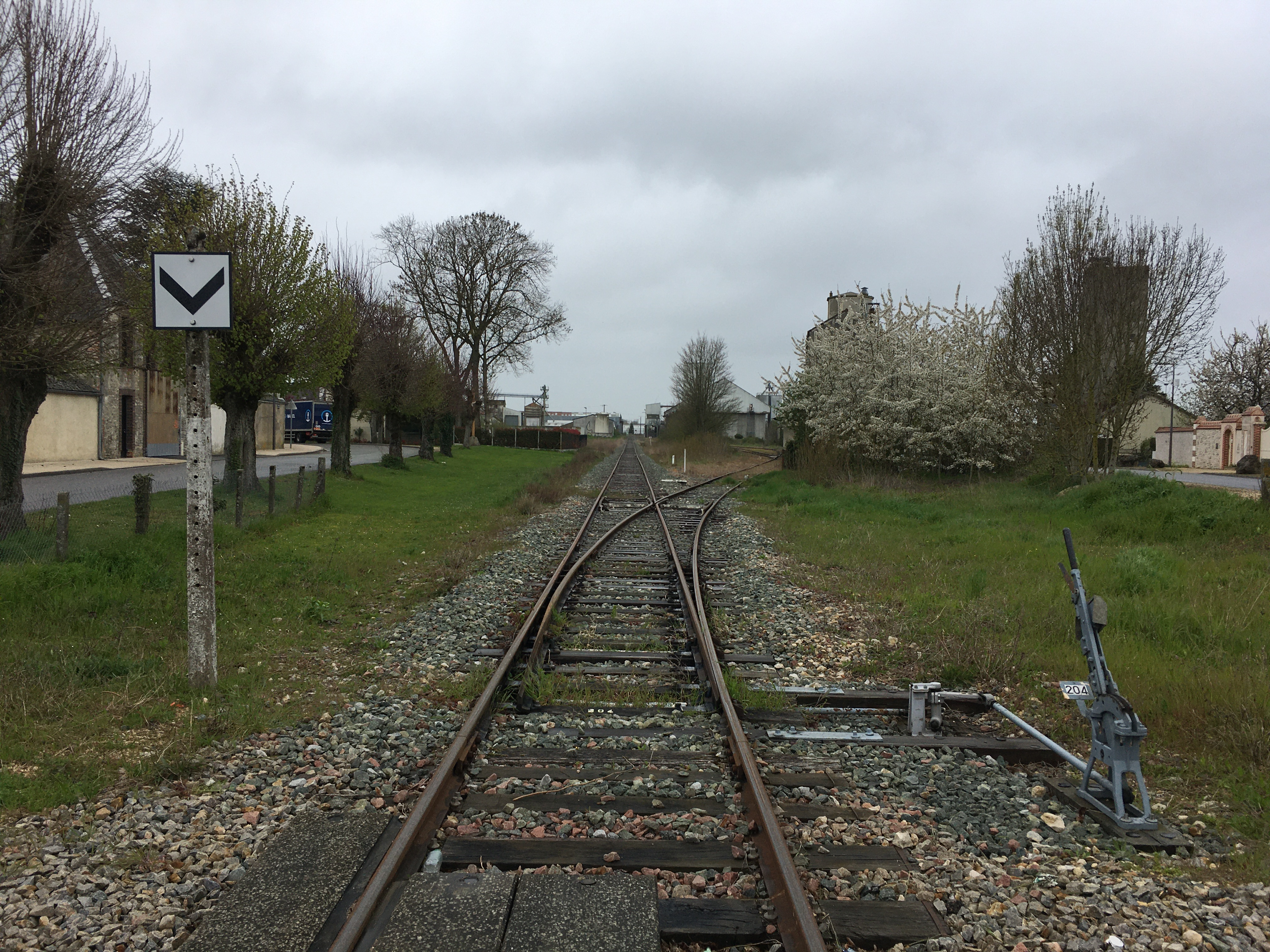
De lijn bij Janville